# ویتسادا
ویتسادا (به لاتین: Vitsada) یک منطقهٔ مسکونی در قبرس شمالی است که در ناحیه غازی ماغوسا واقع شده‌است.